# Хаген-ам-Тойтобургер-Вальд
Хаген-ам-Тойтобургер-Вальд (нем. Hagen am Teutoburger Wald) — община в Германии, в земле Нижняя Саксония.
Входит в состав района Оснабрюк. Население составляет 14 001 человек (на 31 декабря 2010 года). Занимает площадь 34,49 км².
Коммуна подразделяется на 6 сельских округов.
| Год  | Население |
| ---- | --------- |
| 1990 | 12 268    |
| 1995 | 13 772    |
| 2000 | 14 129    |
| 2005 | 14 200    |
| 2010 | 14 099    |